# Saint John's (Terranova i Labrador)
Saint John's (oficialment en anglès: St. John's, en francès: Saint-Jean), és la capital de la província canadenca de Terranova i Labrador, situada a l'extrem oriental de la península d'Avalon, a l'illa de Terranova.
St. John's és l'àrea metropolitana més poblada de la província, amb una població de 100.646 habitants, i, després de Halifax, és la segona àrea metropolitana més poblada de les Províncies Atlàntiques, amb 181.113 habitants. Es tracta també d'un dels assentaments europeus més antics del continent americà.
El 13 de setembre de 1762 els anglesos van desembarcar a Torbay, i el 15 de setembre, Guillaume de Bellecombe, el comandant del fort francès, va lliurar el fort en la darrera batalla de la Guerra Franco-Índia.
Amb una llarga i pròspera història a la indústria pesquera, a la darrera meitat del segle xx St. John's s'ha transformat en un modern centre d'exportació de mercaderies i serveis. La seva proximitat als nous jaciments petrolífers descoberts a la regió ha permès un nou creixement econòmic, ha estimulat el comerç i ha produït un fort augment de la població, fins al punt que l'àrea metropolitana acull a gairebé la meitat dels habitants de la província.

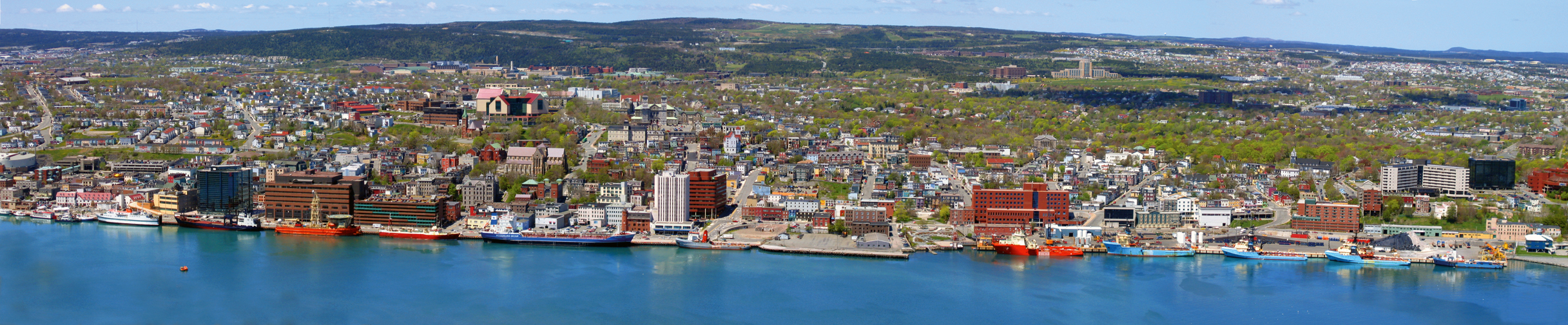
Vista de la ciutat de St John's